# Kupferberg
Kupferberg là một đô thị thuộc huyện Kulmbach bang Bayern nước Đức

## Các khu vực dân cư

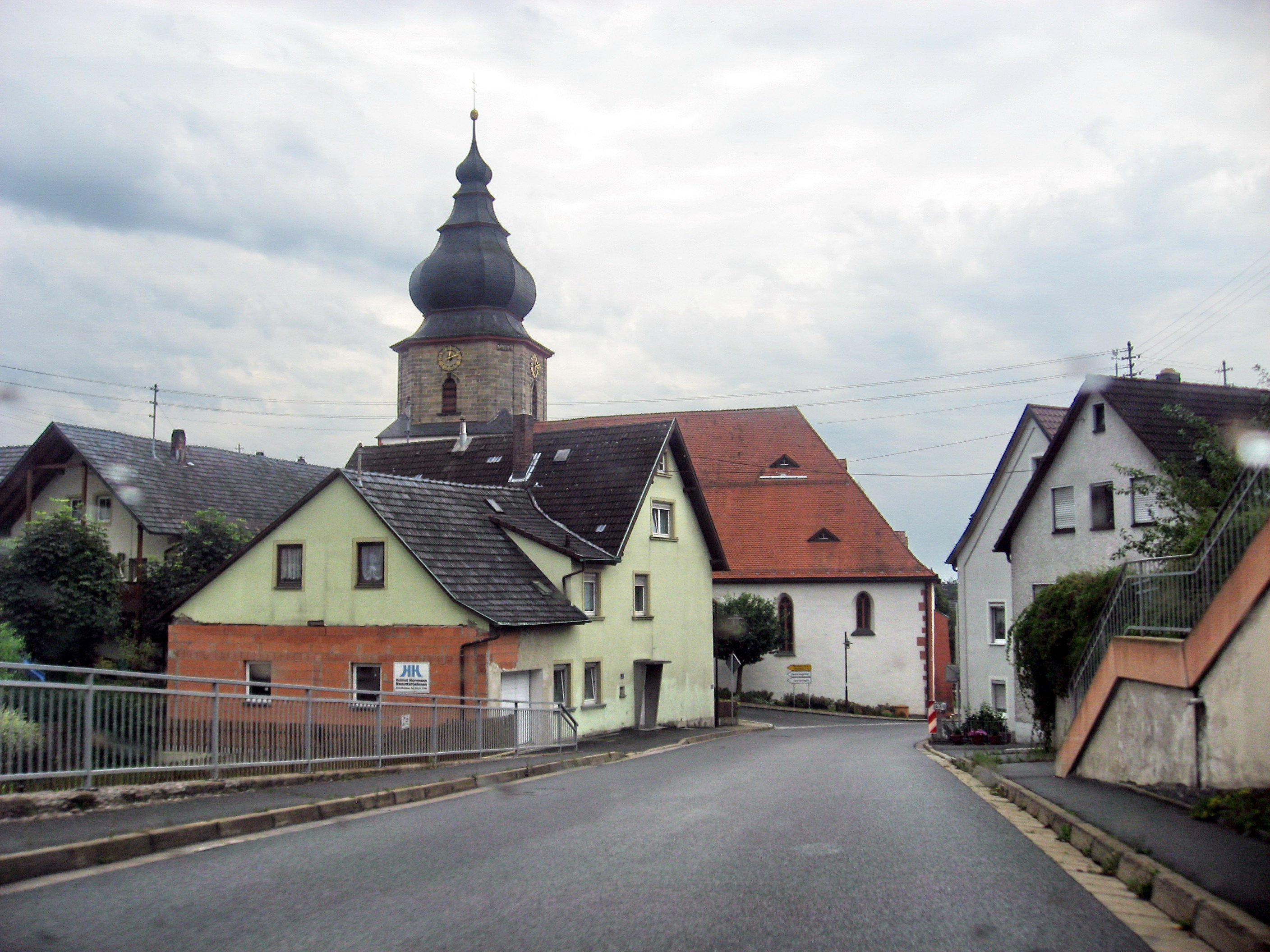
Kupferberg

Kupferberg is arranged in the following boroughs:
- Dörnhof
- Schallerhof
- Schmölz
- Unterbirkenhof